# Stanko Vraz
Stanko Vraz, családi nevén Jakob Frass (Scherowetz, 1810. június 30. – Zágráb, 1851. május 24.) horvát költő.

## Élete
Az Ormosd melletti Cerovecben született, nem messze a horvát határtól. Eredeti német hangzású családnevét a Frass-t szlávosítani próbálta a Vraz alakkal. A Fras családnév ma is a szlovén Stájervidék egyik leggyakoribb vezetéknevének számít. Tanulmányait szülőföldjén és Mariborban kezdette, Leitomischlben és Grazban folytatta, ahol jogászkodott, azonban soha sem ügyvédkedett, hanem kizárólag az irodalomnak élt. Már 1833-ban kezdette gyűjteni a szlovén népdalokat, népmeséket, közmondásokat és másokat is erre buzdított. Legjobb barátja Franc Miklošič volt. Kezdetben, 1833-1835-ben szlovén dalokat irt, de a szlovén irodalmi tevékenységgel 1838-ban, midőn Zágrábba ment, szakított s Ljudevit Gaj mellé állván, kizárólag a horvát irodalomnak szentelte magát. Nagy része van a Matica Hrvatska irodalmi egyesület létesítésében (1842). 1842-ben megalapította a Kolo szépirodalmi folyóiratot, melyből 1847-ig 6 kötet jelent meg. Művei: Djulabije, szerelmi és hazafias dalok; Glasi iz dubrave žerovinske; Gusle i tambura; Razlike pjesme (ezek holta után jelentek meg). Dalai közt vannak elmélkedők is, továbbá a politikai és irodalmi életre vonatkozó szatirikus hangulatúak is. Nyelvezete néha szlovénes, amit szándékosan tesz, hogy ennek jelentősebb szavait és szólásait a horvát irodalmi nyelvbe átültesse. Összegyűjtött munkáit (5 kötet) 1886-ban a Hrvatska Matica adta ki.
Néprajzi munkája kiterjedt szinte valamennyi szlovént területre, így a magyarországi részekre is, ahonnan szintén számos dalt gyűjtött. 1833-ban keményen támadta Kossics József magyarországi szlovén írót, mert az magyar nyelvtankönyvet írt vend nyelven. Vraz úgy vélte, hogy ez a könyv a magyarosítását szolgálja a szlovénoknak, holott Kossicsnak semmi ilyen célja nem volt ezzel és könyve nem is vált a magyarosítás eszközévé. Vraz még gúnyverset is írt Kossicsról, amelyben elég rosszindulatúan fogalmaz a magyarokról is.